# Yushania
Yushania, rod trajnica iz porodice trava. Sastoji se od osamdesetak vrsta bambusa iz Kine, Vijetnama, Tajvana, istočne i zapadne Himalaje, Mjanmara, Laosa, Bangladeša, Assama, Filipina. Pripada potporodici Bambusoideae i tribusu Arundinarieae

## Vrste
1. Yushania addingtonii Demoly
2. Yushania ailuropodina T.P.Yi
3. Yushania anceps (Mitford) W.C.Lin
4. Yushania andropogonoides (Hand.-Mazz.) T.P.Yi
5. Yushania angustifolia T.P.Yi & J.Y.Shi
6. Yushania auctiaurita T.P.Yi
7. Yushania baishanzuensis Z.P.Wang & G.H.Ye
8. Yushania basihirsuta (McClure) Z.P.Wang & G.H.Ye
9. Yushania bojieiana T.P.Yi
10. Yushania brevipaniculata (Hand.-Mazz.) T.P.Yi
11. Yushania brevis T.P.Yi
12. Yushania burmanica T.P.Yi
13. Yushania canoviridis G.H.Ye & Z.P.Wang
14. Yushania cartilaginea T.H.Wen
15. Yushania cava T.P.Yi
16. Yushania chingii T.P.Yi
17. Yushania collina T.P.Yi
18. Yushania complanata T.P.Yi
19. Yushania confusa (McClure) Z.P.Wang & G.H.Ye
20. Yushania crassicollis T.P.Yi
21. Yushania crispata T.P.Yi
22. Yushania dafengdingensis T.P.Yi
23. Yushania elegans (Kurz) R.B.Majumdar
24. Yushania elevata T.P.Yi
25. Yushania emeryi (Stapleton) Demoly
26. Yushania exilis T.P.Yi
27. Yushania falcatiaurita Hsueh & T.P.Yi
28. Yushania farcticaulis T.P.Yi
29. Yushania farinosa Z.P.Wang & G.H.Ye
30. Yushania flexa T.P.Yi
31. Yushania gigantea T.P.Yi & Lin Yang
32. Yushania glandulosa Hsueh & T.P.Yi
33. Yushania glauca T.P.Yi & T.L.Long
34. Yushania grammata T.P.Yi
35. Yushania hirsuta (Munro) R.B.Majumdar
36. Yushania hirticaulis Z.P.Wang & G.H.Ye
37. Yushania humida T.P.Yi & J.Y.Shi
38. Yushania lacera Q.F.Zheng & K.F.Huang
39. Yushania laetevirens T.P.Yi
40. Yushania levigata T.P.Yi
41. Yushania linearis Demoly
42. Yushania lineolata T.P.Yi
43. Yushania longiaurita Q.F.Zheng & K.F.Huang
44. Yushania longissima K.F.Huang & Q.F.Zheng
45. Yushania longiuscula T.P.Yi
46. Yushania mabianensis T.P.Yi
47. Yushania maculata T.P.Yi
48. Yushania maling (Gamble) R.B.Majumdar & Karthik.
49. Yushania menghaiensis T.P.Yi
50. Yushania microphylla (Munro) R.B.Majumdar
51. Yushania mitis T.P.Yi
52. Yushania multiramea T.P.Yi
53. Yushania niitakayamensis (Hayata) Keng f.
54. Yushania oblonga T.P.Yi
55. Yushania pachyclada T.P.Yi
56. Yushania pantlingii (Gamble) R.B.Majumdar
57. Yushania panxianensis T.P.Yi & J.J.Shi
58. Yushania pauciramificans T.P.Yi
59. Yushania pianmaensis T.P.Yi & Lin Yang
60. Yushania polytricha Hsueh & T.P.Yi
61. Yushania punctulata T.P.Yi
62. Yushania qiaojiaensis Hsueh & T.P.Yi
63. Yushania rigidula (E.G.Camus) Ohrnb.
64. Yushania rolloana (Gamble) T.P.Yi
65. Yushania rugosa T.P.Yi
66. Yushania schmidiana (A.Camus) Ohrnb.
67. Yushania shangrilaensis Demoly
68. Yushania straminea T.P.Yi
69. Yushania suijiangensis T.P.Yi
70. Yushania tenuicaulis T.P.Yi & J.Y.Shi
71. Yushania tessellata (Holttum) S.Dransf.
72. Yushania tianmushanica G.H.Lai
73. Yushania uliginosa T.P.Yi & J.Y.Shi
74. Yushania uniramosa Hsueh & T.P.Yi
75. Yushania varians T.P.Yi
76. Yushania velutina Demoly
77. Yushania vigens T.P.Yi
78. Yushania violascens (Keng) T.P.Yi
79. Yushania wardii (Bor) Ohrnb.
80. Yushania weixiensis T.P.Yi
81. Yushania wuyishanensis Q.F.Zheng & K.F.Huang
82. Yushania xizangensis T.P.Yi
83. Yushania yadongensis T.P.Yi
84. Yushania yongdeensis T.P.Yi & J.Y.Shi

## Sinonimi
- Burmabambus Keng f.
- Butania Keng f.
- Monospatha W.T.Lin